# Bettina Schwarz
Bettina Schwarz (* 28. September 1982 in Wiener Neustadt) ist eine österreichische Film- und Theaterschauspielerin.

## Wirken
Bettina Schwarz absolvierte nach der Matura im Jahr 2001 von 2002 bis 2006 die Schauspielausbildung am Max Reinhardt Seminar in Wien bei Nikolaus Windisch-Spoerk und beendete die Ausbildung erfolgreich mit dem Magister-Grad für Darstellende Kunst.
Schwarz war neben verschiedenen Film- und Fernsehengagements seit 2006 auch in verschiedenen Rollen an der Berliner Schaubühne am Lehniner Platz (2006), am Münchner Volkstheater (2007), am Ensemble Theater Wien (2008), im Wiener Theater im Zentrum (2009), im Theater St. Gallen (2010–2011), im Wiener Renaissancetheater (2011–2012), im Theater in der Josefstadt (2012), bei den Schloss-Spielen Kobersdorf (2013) und im Linzer Theater Phönix (2014) zu sehen.
Sie lebt in Wien.

## Filmografie (Auswahl)
- 2007: Vier Frauen und ein Todesfall (Fernsehserie)
- 2007–2008: Geile Zeit (Fernsehserie)
- 2008: The Errand of Angels
- 2008: Willkommen im Westerwald (Regie: Tomy Wigand)
- 2009: Bauernprinzessin III (Regie: Susanne Zanke)
- 2010: Schnell ermittelt
- 2010: Meine Tochter nicht (Regie: Wolfgang Murnberger)
- 2011: Ex – Amici come prima! (Regie: Carlo Vanzina)
- 2012: Die Rache der Wanderhure
- 2012: Es kommt noch dicker
- 2013: Geschichten aus dem Wienerwald (Regie: Herbert Föttinger und André Turnheim)
- 2013: Doc meets Dorf
- 2013: Kaiserschmarrn
- 2018: St. Josef am Berg
- 2021: SOKO Donau (Fernsehserie)